# アダプティブユース
アダプティブユース（英語：Adaptive reuse）は、直訳すると「適応型再利用」で、文化財などの建築物を移築や用途変更して保護と活用（商用使用）を両立する手法・制度のことで、リノベーションより文化性が高いものを指す。

## 例

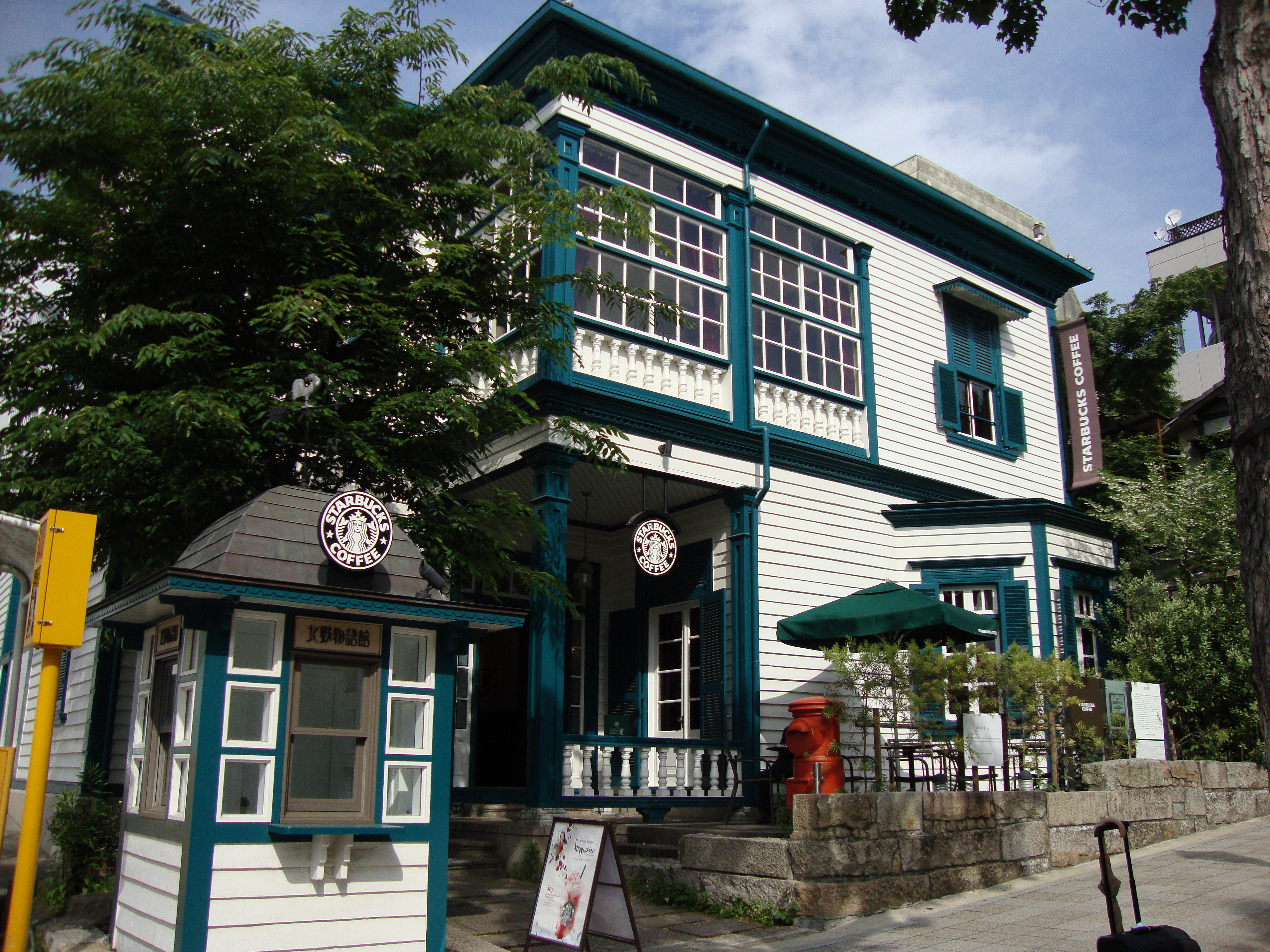
神戸の北野物語館（登録有形文化財）に入居するスターバックス

基本的にはリビングヘリテージの考え方に基づくが、日本では文化財保護法での登録有形文化財で多く用いられている。国宝・重要文化財に指定されると消防用設備設置や耐震工事を除き増改築などの現状変更（建築行為）は制限されるが、登録有形文化財は建物外観のみを残し内部を自由に使えるファサード保存が認められている。
世界遺産で重要伝統的建造物群保存地区でもある石見銀山の大森地区は江戸時代の街並みが残るが、1960年代には過疎化で荒廃し、その後地元企業による地道な修景作業（地域外からの再築に石州瓦を乗せ統一感を醸し出した）により現在の景観を整えたもので、文化資材の真正性の観点からは価値が疑問視されるが、アダプティブユースとしては適正と見なされる。
国家戦略特区に提言された、歴史的伝統的建築物活用特区での地域再生特定物件などへの応用も示唆される。

## 類例

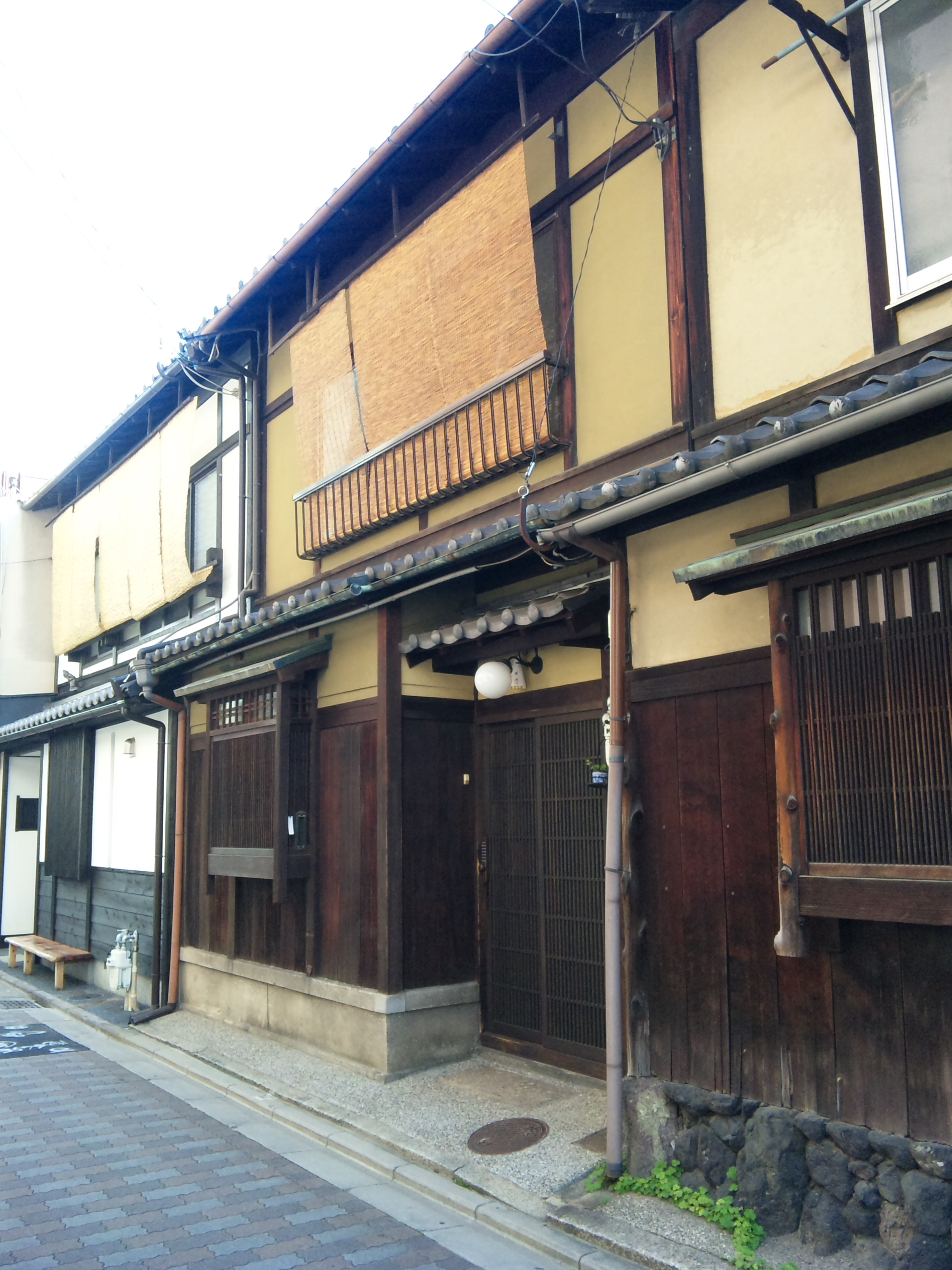
京都の町家をリフォームし宿として一軒貸ししている事例（木屋町通）

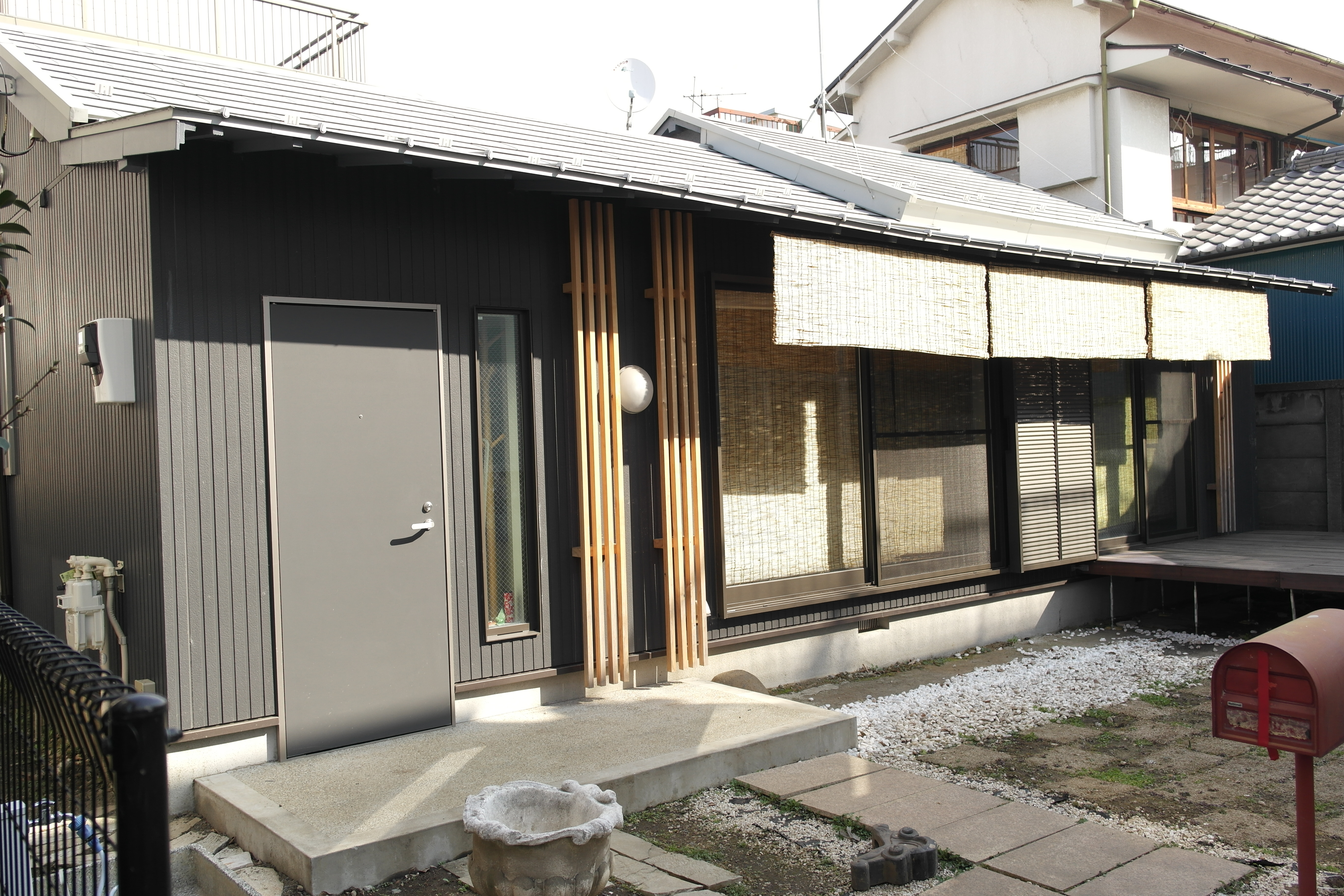
築60年の古民家をリノベーションした民泊第１号（東京大田区）

宿坊や古民家を利用した民宿もアダプティブユースに類似するもので、空家等対策の推進に関する特別措置法の施行や都市再生特別措置法の改正案（住生活基本計画）による空き家の再生、さらに国家戦略特区に指定された東京都大田区や大阪府では集合住宅の空き部屋を宿泊施設に活用できるようにする民泊の実現に向けた条例の整備を進めており、その先には戦後復興期のバラックや廃屋といった生活文化の痕跡の活用まで視野に入る。
但し、こうした空き部屋や古い建物の利用には、安全・景観上の問題や近隣住民との軋轢が伴い、必ずしも地域の理解が得られているものではない場合もある。

## 海外事例
多くの国で植民地支配時代の痕跡が消されてゆく中、台湾（中華民国）では親日さもあり、日本統治時代の施設を活かす取り組み（文化創意事業）が行われており、松山文化創意園區・華山1914文化創意産業園区などが上げられる。

### コンバート
用途変更された建物をコンバージョン建築と呼ぶが、海外では慣用句として納屋の改装と表現する（専門的にはミル変換・混合用途開発とも）。世界遺産においてはファサード保存ではなく、内部構造も極力保持することを求めるが、ドイツの世界遺産であるツォルフェアアイン炭鉱業遺産群ではコークス工場の建屋をベンチャー企業などのオフィスに改修（電気通信工事は施工）し、1600人ほどの就業人口があり、家賃（賃料）の一部を保全費用に充当しており、新しい試みとしてユネスコも注目している。